# Maja Hjertzell
Maja Hjertzell, född 1971, är en svensk författare av främst barn- och ungdomslitteratur. Viktiga teman i ungdomsböckerna är kärlek, vänskap och mod. Hon arbetar som  bibliotekarie på Solbergagymnasiet i Arvika. Hennes böcker är översatta bland annat till nederländska, polska och tyska.

## Priser och utmärkelser
- Hans Petersonstipendiet 2005
- Arvika kommunpris 2012
- Region Värmlands Litteraturstipendium 2016
- Augustnominerad 2024 Brorsans kompis Robban